# Georginio Wijnaldum
Georginio Gregion Emile Wijnaldum mais conhecido apenas como Wijnaldum ou simplesmente Gini Wijnaldum (Roterdão, 11 de novembro de 1990) é um futebolista neerlandês que atua como volante. Atualmente joga pelo Al-Ettifaq.

## Clubes

### Início
Aos seis anos, Wijnaldum desenvolveu-se rapidamente no Sparta Roterdã ganhando dois títulos nas duas primeiras temporadas. Logo atraiu a atenção de clubes como Ajax, PSV e Feyenoord, porém recusou as ofertas e decidiu continuar jogando no Sparta Roterdã por mais sete anos, representando as seleções de base da Holanda. Anos depois, aceitou a oferta do Feyenoord, pois estava convencido que jogar por este clube seria o melhor para o seu desenvolvimento como um jogador de futebol.

### Feyenoord
No dia 8 de abril de 2007, Wijnaldum estreou oficialmente pelo Feyenoord numa partida em casa contra o Groningen. Com 16 anos e 148 dias, tornou-se o jogador mais jovem a ser escolhido como homem da partida e a fazer parte do time titular. No dia 2 de dezembro de 2007, Wijnaldum marcou seu primeiro gol na Eredivisie contra o Heracles Almelo, numa vitória por 6 a 0 em casa.
Na temporada 2008–09, Wijnaldum fez sua estreia oficial europeia. No dia 18 de setembro de 2008, foi escolhido entre os 11 iniciais para a partida em casa pela Taça UEFA contra o Kalmar FF. No dia 2 de outubro de 2008, Wijnaldum marcou seu primeiro gol em competições continentais no jogo de volta contra Kalmar FF, o que resultou em uma vitória de 2 a 1 fora de casa e um lugar na fase de grupos.
No dia 6 de março de 2009, assinou um novo contrato com o Feyenoord, o mantendo no clube até o verão de 2012. No dia 27 de fevereiro de 2011, Wijnaldum ajudou o Feyenoord ao marcar quatro gols na vitória estonteante sobre o Groningen. Terminou a temporada com oito gols marcados.

### PSV Eindhoven
Em 29 de junho de 2011, o Feyenoord anunciou que tinha chegado a um acordo com o PSV, cujo valor de transferência era 5 milhões de euros. No dia da abertura da temporada Eredivisie de 2011–12, o neerlandês fez sua estréia pelo PSV em uma derrota por 3 a 1 contra o AZ. No dia 21 de agosto de 2011, marcou seu primeiro gol pelo PSV na vitória por 3 a 0 sobre o ADO Den Haag. Desde que ingressou no clube, estabeleceu-se no time titular marcando gols e dando assistências, tornando-se um meia-atacante importante para o PSV. Após a aposentadoria de Mark van Bommel e a saída de Kevin Strootman, no verão de 2013 Wijnaldum foi nomeado capitão do PSV para a temporada 2013–14 da Eredivisie. Neste ano, ele jogou apenas 11 partidas (devido a uma lesão nas costas) e marcou 4 gols. Para a temporada 2014–2015 da Eridivisie, voltou à plena forma e capitaneou o PSV para seu primeiro título desde 2008.

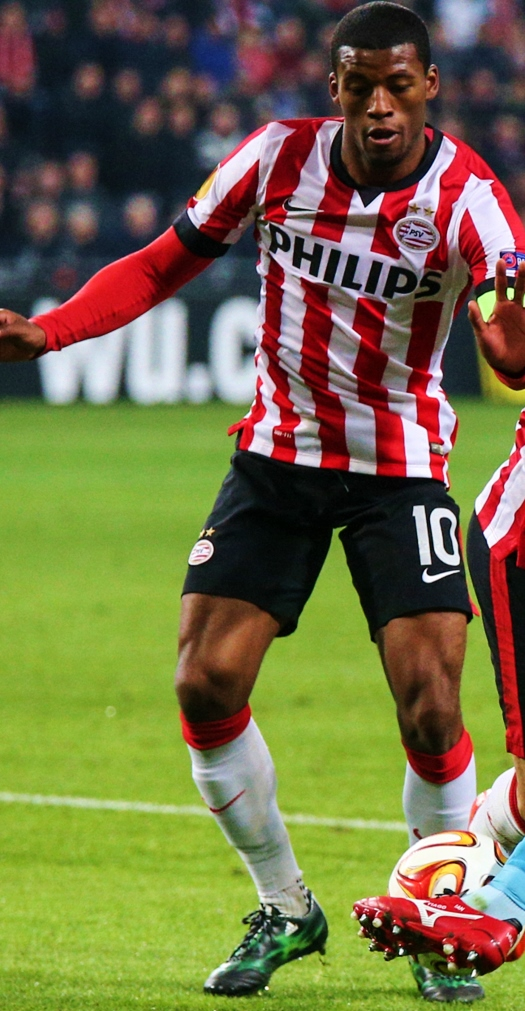
Wijnaldum jogando pelo PSV

### Newcastle United
No dia 11 de julho de 2015, o jogador rumou até à Inglaterra para assinar com o Newcastle, num negócio que rendeu cerca de €14.5 M ao PSV Eindhoven. Assinou contrato válido por cinco anos, sendo a contratação mais cara da administração de Mike Ashley.
Sua estreia ocorreu no dia 9 de agosto, contra o Southampton, empatando em casa por 2 a 2 (seu gol surgiu a partir de um cruzamento de Gabriel Obertan, cabeceando às redes). Marcou seu segundo gol em um outro empate por 2 a 2 em casa, contra o Chelsea, no dia 26 de setembro. No dia 18 de outubro, Wijnaldum marcou quatro gols na goleada de 6 a 2 pra cima do Norwich, em casa, se tornando o segundo jogador na história dos Magpies a marcar mais do que 3 gols em uma partida da Premier League. Wijnaldum foi considerado o Homem da Partida contra o Liverpool ao forçar Martin Škrtel a marcar contra seu próprio patrimônio, assim como também deixar o seu tento na vitória por 2 a 0 no St. James's Park. Ele marcou ainda no empate em 3 a 3 contra o Manchester United, no dia 12 de janeiro, e novamente contra o West Ham na vitória por 2 a 1, quatro dias depois e novamente em casa. Na última partida da temporada, contra o Tottenham, marcou duas vezes na goleada de 5 a 1 e se tornou o goleador dos Magpies na temporada, só que seu time mesmo assim acabou rebaixado devido aos seus desempenhos insuficientes e incapazes de impactar na Premier League.
Curiosamente, todos os gols do jogador holandês na temporada 2015–16 da Premier League foram caseiros (sendo este fato lembrado pelo Twitter oficial da Premier League e alvo de piadas nas menções do tweet pelo seu desempenho aquém do esperado, ''por que provavelmente o jogador se tornava invisível nas partidas fora do St. James Park'', explicando o porquê da façanha de ser o artilheiro da equipe e mesmo assim acabar rebaixado. Terminou a temporada com 11 gols e 5 assistências.

### Liverpool

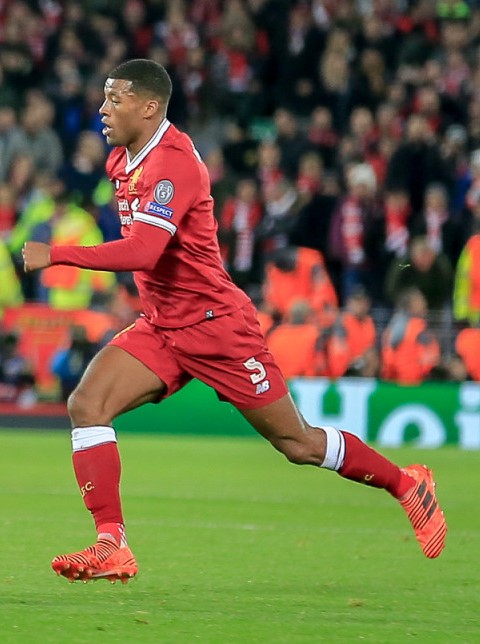
Wijnaldum com Liverpool em 2018.

No dia 21 de julho de 2016, o Liverpool e o jogador concordaram com a transferência após os exames médicos feitos no clube. Assinou um contrato de cinco anos.
Estreou com a camisa dos Reds contra o Arsenal, no dia 14 de agosto de 2016, no qual jogou 80 minutos e proveu Adam Lallana com uma assistência. Marcou seu primeiro gol pelo clube na goleada de 6 a 1 contra o Watford, no dia 6 de novembro de 2016. Na véspera de ano novo, de cabeça marcou o gol da vitória sobre o Manchester City. Fizera ainda mais dois gols até o fim da competição: um na vitória de 3 a 1 sobre o Arsenal, no dia 4 de março, e um dos 3 gols na vitória sobre o Middlesbrough na última partida do campeonato, assegurando a vaga na próxima Liga dos Campeões da UEFA.
No dia 2 de maio de 2018, Wijnaldum marcou seu primeiro gol fora de casa desde maio de 2015 e seu primeiro por um clube inglês, no qual seu gol acabou sendo importante na classificação para a final em Kiev diante da Roma no placar agregado de 7 a 6. Seu gol contribuiu para a marca recorde de gols marcados na competição por uma equipe numa única edição da Liga dos Campeões, com 46 gols do clube inglês ultrapassando os 45 feitos anteriormente pelo Barcelona.
Wijnaldum marcou seu primeiro gol fora de casa na Premier League contra o Tottenham, no dia de 15 de setembro de 2018, ajudando os Reds a vencerem por 2 a 1.
No dia 7 de maio de 2019, entrou para a história ao marcar dois gols em 2 minutos contra o Barcelona, em partida válida pelo jogo de volta das semi-finais da Liga dos Campeões, onde seu time conseguiu uma virada histórica ao reverter uma vantagem de 3 a 0 do jogo de ida.

### Paris Saint-Germain
Em 10 de junho de 2021, Wijnaldum, que já tinha um acordo verbal com o Barcelona, foi anunciado oficialmente como novo reforço do PSG. O meia chegou sem custos ao clube parisiense e terá um contrato válido até 2024.
As expectativas do PSG não foram correspondidas, assim encerrou sua passagem onde somou 38 partidas com três gols e três assistências.

### Roma
Em 3 de agosto de 2022 o o PSG acertou o empréstimo do volante Wijnaldum com a Roma. O holandês estava sem espaço no clube parisiense, sem conseguir bem em sua primeira temporada. Em 14 de agosto, ele fez sua estreia pelo clube, como substituto, em uma vitória por 1-0 fora de casa sobre Salernitana. No dia 12 de março, Wijnaldum marcou seu primeiro gol pela Roma numa derrota por 4-3 em casa para o Sassuolo, de cobertura sobre o goleiro nos acréscimos.
No dia 21 de agosto de 2022, a Roma anunciuou que Wijnaldum havia sofrido uma fratura na tíbia em treinamento, e que teria sua época prejudicada na maior parte.
Em 11 de fevereiro de 2023, Wijnaldum fez seu retorno à competição com a Roma  quase seis meses depois, como substituto em um empate por 1-1 fora de casa contra o Lecce. 
Gini Wijnaldum deixou a Roma após apenas uma temporada, ele não conseguiu impressionar durante seu período de empréstimo e seu desempenho abaixo do esperado na final da Liga Europa, com apenas 2 gols e 1 assistência em 22 partidas pelos Giallorossi.

### Al-Etiffaq
Em 3 de setembro de 2023, o Paris Saint-Germain anunciou a venda de Georginio Wijnaldum ao clube saudita Al-Ettifaq, da Arábia Saudita. Ele assinou por 3 temporadas até 2026.

## Seleção Neerlandesa
Estreou pela Seleção Neerlandesa principal no dia 2 de setembro de 2011 contra San Marino, em partida válida pelas Qualificações para a Eurocopa 2012. Os neerlandeses venceram por 11 a 0 e Wijnaldum, que havia substituído Kevin Strootman no minuto 86, ainda marcou o último gol da partida no minuto 90.
Na Copa do Mundo FIFA de 2014 atuou em todas as sete partidas de sua Seleção na competição. Na disputa pelo terceiro lugar, marcou o terceiro gol da vitória por 3 a 0 sob o Brasil.

## Estatísticas
Atualizado até 13 de outubro de 2019.

### Seleção Neerlandesa
Expanda a caixa de informações para conferir todos os jogos deste jogador, pela sua seleção nacional.
Sub-21
|     | Data                   | Local                                         | Resultado | Adversário         | Gol(s) | Competição          |
| --- | ---------------------- | --------------------------------------------- | --------- | ------------------ | ------ | ------------------- |
| 1.  | 4 de setembro de 2009  | De Vijverberg, Doetinchem                     | 2–0       | Finlândia          | 0      | Elim. Europeu 2011  |
| 2.  | 9 de outubro de 2009   | Estádio Finnair, Helsínquia                   | 1–0       | Finlândia          | 0      | Elim. Europeu 2011  |
| 3.  | 13 de outubro de 2009  | Kielce City Stadium, Kielce                   | 4–0       | Polónia            | 0      | Elim. Europeu 2011  |
| 4.  | 13 de novembro de 2009 | Koning Willem II Stadion, Tilburgo            | 3–0       | Liechtenstein      | 0      | Elim. Europeu 2011  |
| 5.  | 17 de novembro de 2009 | Sparta Stadion Het Kasteel, Roterdão          | 2–1       | Espanha            | 1      | Elim. Europeu 2011  |
| 6.  | 3 de março de 2010     | De Vijverberg, Doetinchem                     | 3–2       | Polónia            | 0      | Elim. Europeu 2011  |
| 7.  | 18 de maio de 2010     | Complexo Desportivo Monte da Força, Vila Real | 1–3       | Portugal           | 0      | Amistoso            |
| 8.  | 9 de outubro de 2010   | Sparta Stadion Het Kasteel, Roterdão          | 1–3       | Ucrânia            | 0      | Elim. Europeu 2011  |
| 9.  | 12 de outubro de 2010  | Estádio Dínamo Lobanovsky, Kiev               | 2–0       | Ucrânia            | 0      | Elim. Europeu 2011  |
| 10. | 9 de fevereiro de 2011 | Mandemakers Stadion, Waalwijk                 | 0–1       | Tchéquia           | 0      | Amistoso            |
| 11. | 27 de maio de 2011     | Silberstadt-Arena Schwaz, Schwaz              | 2–0       | Israel             | 1      | Amistoso            |
| 12. | 22 de maio de 2012     | Silberstadt-Arena Schwaz, Schwaz              | 0–1       | Macedônia do Norte | 0      | Amistoso            |
| 13. | 25 de maio de 2012     |                                               | 0–0       | Ucrânia            | 0      | Amistoso            |
| 14. | 1 de junho de 2012     | Stade Am Deich, Ettelbruck                    | 5–0       | Luxemburgo         | 0      | Elim. Europeu 2013  |
| 15. | 5 de junho de 2012     | De Geusselt, Maastricht                       | 5–0       | Bulgária           | 1      | Elim. Europeu 2013  |
| 16. | 7 de setembro de 2012  | Koning Willem II Stadion, Tilburgo            | 4–1       | Áustria            | 1      | Elim. Europeu 2013  |
| 17. | 11 de outubro de 2012  | National Training Centre, Senec               | 2–0       | Eslováquia         | 0      | Elim. Europeu 2013  |
| 18. | 15 de outubro de 2012  | Sparta Stadion Het Kasteel, Roterdão          | 2–0       | Eslováquia         | 1      | Elim. Europeu 2013  |
| 19. | 21 de março de 2013    | HaMoshava, Petah Tikva                        | 2–1       | Israel             | 0      | Amistoso            |
| 20. | 25 de março de 2013    | Mandemakers Stadion, Waalwijk                 | 4–1       | Noruega            | 2      | Amistoso            |
| 21. | 24 de maio de 2013     | JenS Vesting, Emmen                           | 3–1       | Austrália          | 1      | Amistoso            |
| 22. | 6 de junho de 2013     | HaMoshava, Petah Tikva                        | 3–2       | Alemanha           | 1      | Europeu Sub-21 2013 |
| 23. | 9 de junho de 2013     | Itztadion Teddy, Jerusalém                    | 5–1       | Rússia             | 1      | Europeu Sub-21 2013 |
| 24. | 15 de junho de 2013    | HaMoshava, Petah Tikva                        | 0–1       | Itália             | 0      | Europeu Sub-21 2013 |

Seleção Principal
|     | Data                   | Local                                    | Resultado | Adversário           | Gol(s) | Competição                |
| --- | ---------------------- | ---------------------------------------- | --------- | -------------------- | ------ | ------------------------- |
| 1.  | 2 de setembro de 2011  | Philips Stadion, Eindhoven               | 11–0      | San Marino           | 1      | Elim. Euro 2012           |
| 2.  | 15 de novembro de 2011 | Volksparkstadion, Hamburgo               | 0–3       | Alemanha             | 0      | Amistoso                  |
| 3.  | 14 de agosto de 2013   | Estádio Algarve, São João da Venda       | 1–1       | Portugal             | 0      | Amistoso                  |
| 4.  | 17 de maio de 2014     | Amsterdam Arena, Amesterdã               | 1–1       | Equador              | 0      | Amistoso                  |
| 5.  | 4 de junho de 2014     | Amsterdam Arena, Amesterdã               | 2–0       | País de Gales        | 0      | Amistoso                  |
| 6.  | 13 de junho de 2014    | Arena Fonte Nova, Salvador               | 5–1       | Espanha              | 0      | Copa do Mundo 2014        |
| 7.  | 18 de junho de 2014    | Estádio Beira-Rio, Porto Alegre          | 3–2       | Austrália            | 0      | Copa do Mundo 2014        |
| 8.  | 23 de junho de 2014    | Arena de São Paulo, São Paulo            | 2–0       | Chile                | 0      | Copa do Mundo 2014        |
| 9.  | 29 de junho de 2014    | Estádio Castelão, Fortaleza              | 2–1       | México               | 0      | Copa do Mundo 2014        |
| 10. | 5 de julho de 2014     | Arena Fonte Nova, Salvador               | 0–0       | Costa Rica           | 0      | Copa do Mundo 2014        |
| 11. | 9 de julho de 2014     | Arena de São Paulo, São Paulo            | 0–0       | Argentina            | 0      | Copa do Mundo 2014        |
| 12. | 12 de julho de 2014    | Estádio Nacional, Brasília               | 3–0       | Brasil               | 1      | Copa do Mundo 2014        |
| 13. | 4 de setembro de 2014  | Estádio San Nicola, Bari                 | 0–2       | Itália               | 0      | Amistoso                  |
| 14. | 9 de setembro de 2014  | Generali Arena, Praga                    | 1–2       | Tchéquia             | 0      | Elim. Euro 2016           |
| 15. | 12 de novembro de 2014 | Amsterdam Arena, Amesterdã               | 2–3       | México               | 0      | Amistoso                  |
| 16. | 16 de novembro de 2014 | Amsterdam Arena, Amesterdã               | 6–0       | Letónia              | 0      | Elim. Euro 2016           |
| 17. | 28 de março de 2015    | Amsterdam Arena, Amesterdã               | 1–1       | Turquia              | 0      | Elim. Euro 2016           |
| 18. | 31 de março de 2015    | Amsterdam Arena, Amesterdã               | 2–0       | Espanha              | 0      | Amistoso                  |
| 19. | 5 de junho de 2015     | Amsterdam Arena, Amesterdã               | 3–4       | Estados Unidos       | 0      | Amistoso                  |
| 20. | 12 de junho de 2015    | Estádio Skonto, Riga                     | 2–0       | Letónia              | 1      | Elim. Euro 2016           |
| 21. | 3 de setembro de 2015  | Amsterdam Arena, Amesterdã               | 0–1       | Islândia             | 0      | Elim. Euro 2016           |
| 22. | 6 de setembro de 2015  | Torku Arena, Cônia                       | 0–3       | Turquia              | 0      | Elim. Euro 2016           |
| 23. | 10 de outubro de 2015  | Astana Arena, Astana                     | 2–1       | Cazaquistão          | 1      | Elim. Euro 2016           |
| 24. | 13 de outubro de 2015  | Amsterdam Arena, Amesterdã               | 2–3       | Tchéquia             | 0      | Elim. Euro 2016           |
| 25. | 13 de novembro de 2015 | Cardiff City Stadium, Cardiff            | 3–2       | País de Gales        | 0      | Amistoso                  |
| 26. | 25 de março de 2016    | Amsterdam Arena, Amesterdã               | 2–3       | França               | 0      | Amistoso                  |
| 27. | 29 de março de 2016    | Estádio de Wembley, Londres              | 2–1       | Inglaterra           | 0      | Amistoso                  |
| 28. | 27 de maio de 2016     | Aviva Stadium, Dublin                    | 1–1       | Irlanda              | 0      | Amistoso                  |
| 29. | 1 de junho de 2016     | PGE Arena Gdańsk, Gdańsk                 | 2–1       | Polónia              | 1      | Amistoso                  |
| 30. | 4 de junho de 2016     | Ernst-Happel-Stadion, Viena              | 2–0       | Áustria              | 1      | Amistoso                  |
| 31. | 1 de setembro de 2016  | Philips Stadion, Eindhoven               | 1–2       | Grécia               | 1      | Amistoso                  |
| 32. | 6 de setembro de 2016  | Friends Arena, Solna                     | 1–1       | Suécia               | 0      | Elim. Copa do Mundo 2018  |
| 33. | 7 de outubro de 2016   | De Kuip, Roterdã                         | 4–1       | Bielorrússia         | 0      | Elim. Copa do Mundo 2018  |
| 34. | 10 de outubro de 2016  | Amsterdam Arena, Amesterdã               | 0–1       | França               | 0      | Elim. Copa do Mundo 2018  |
| 35. | 9 de novembro de 2016  | Amsterdam Arena, Amesterdã               | 1–1       | Bélgica              | 0      | Amistoso                  |
| 36. | 13 de novembro de 2016 | Stade Josy Barthel, Luxemburgo           | 3–1       | Luxemburgo           | 0      | Elim. Copa do Mundo 2018  |
| 37. | 25 de março de 2017    | Estádio Nacional Vasil Levski, Sófia     | 0–2       | Bulgária             | 0      | Elim. Copa do Mundo 2018  |
| 38. | 28 de março de 2017    | Amsterdam Arena, Amesterdã               | 1–2       | Itália               | 0      | Amistoso                  |
| 39. | 4 de junho de 2017     | Estádio De Kuip, Rotterdam               | 5–0       | Costa do Marfim      | 0      | Amistoso                  |
| 40. | 9 de junho de 2017     | De Kuip, Roterdã                         | 5–0       | Luxemburgo           | 1      | Elim. Copa do Mundo 2018  |
| 41. | 31 de agosto de 2017   | Stade de France, Saint-Denis             | 0–4       | França               | 0      | Elim. Copa do Mundo 2018  |
| 42. | 3 de setembro de 2017  | Amsterdam Arena, Amesterdã               | 3–1       | Bulgária             | 0      | Elim. Copa do Mundo 2018  |
| 43. | 7 de outubro de 2017   | Borisov Arena, Borisov                   | 3–1       | Bielorrússia         | 0      | Elim. Copa do Mundo 2018  |
| 44. | 10 de outubro de 2017  | Amsterdam Arena, Amesterdã               | 2–0       | Suécia               | 0      | Elim. Copa do Mundo 2018  |
| 45. | 9 de novembro de 2017  | Pittodrie Stadium, Aberdeen              | 1–0       | Escócia              | 0      | Amistoso                  |
| 46. | 23 de março de 2018    | Amsterdam Arena, Amesterdã               | 0–1       | Inglaterra           | 0      | Amistoso                  |
| 47. | 26 de março de 2018    | Estádio de Genebra, Genebra              | 3–0       | Portugal             | 0      | Amistoso                  |
| 48. | 4 de junho de 2018     | Juventus Stadium, Turim                  | 1–1       | Itália               | 0      | Amistoso                  |
| 49. | 6 de setembro de 2018  | Amsterdam Arena, Amesterdã               | 2–1       | Peru                 | 0      | Amistoso                  |
| 50. | 9 de setembro de 2018  | Stade de France, Saint-Denis             | 1–2       | França               | 0      | Liga das Nações da UEFA A |
| 51. | 13 de outubro de 2018  | Johan Cruijff Arena, Amesterdã           | 3–0       | Alemanha             | 0      | Liga das Nações da UEFA A |
| 52. | 16 de novembro de 2018 | Estádio De Kuip, Roterdão                | 2–1       | França               | 1      | Liga das Nações da UEFA A |
| 53. | 19 de novembro de 2018 | Veltins-Arena, Gelsenkirchen             | 2–2       | Alemanha             | 0      | Liga das Nações da UEFA A |
| 54. | 21 de março de 2019    | Estádio De Kuip, Roterdão                | 4–0       | Bielorrússia         | 0      | Elim. Eurocopa 2020       |
| 55. | 24 de março de 2019    | Johan Cruijff Arena, Amesterdã           | 2–3       | Alemanha             | 0      | Elim. Eurocopa 2020       |
| 56. | 6 de junho de 2019     | Estádio D. Afonso Henriques, Guimarães   | 3–1       | Inglaterra           | 0      | Liga das Nações da UEFA A |
| 57. | 9 de junho de 2019     | Estádio do Dragão, Porto                 | 0–1       | Portugal             | 0      | Liga das Nações da UEFA A |
| 58. | 6 de setembro de 2019  | Volksparkstadion, Hamburgo               | 4–2       | Alemanha             | 1      | Elim. Euro 2020           |
| 59. | 9 de setembro de 2019  | A. Le Coq Arena, Tallinn                 | 4–0       | Estónia              | 0      | Elim. Euro 2020           |
| 60. | 10 de outubro de 2019  | Estádio De Kuip, Roterdão                | 3–1       | Irlanda do Norte     | 0      | Elim. Euro 2020           |
| 61. | 13 de outubro de 2019  | Estádio Dínamo, Minsk                    | 2–1       | Bielorrússia         | 2      | Elim. Euro 2020           |
| 62. | 19 de novembro de 2019 | Johan Cruijff Arena, Amesterdã           | 5–0       | Estónia              | 3      | Elim. Eurocopa 2020       |
| 63. | 4 de setembro de 2020  | Johan Cruijff Arena, Amesterdã           | 1–0       | Polónia              | 0      | Liga das Nações da UEFA A |
| 64. | 7 de setembro de 2020  | Johan Cruijff Arena, Amesterdã           | 0–1       | Itália               | 0      | Liga das Nações da UEFA A |
| 65. | 7 de outubro de 2020   | Johan Cruijff Arena, Amesterdã           | 0–1       | México               | 0      | Amistoso                  |
| 66. | 11 de outubro de 2020  | Estádio Bilino Polje, Zenica             | 0–0       | Bósnia e Herzegovina | 0      | Liga das Nações da UEFA A |
| 67. | 14 de outubro de 2020  | Estádio Atleti Azzurri d'Italia, Bérgamo | 1–1       | Itália               | 0      | Liga das Nações da UEFA A |
| 68. | 11 de novembro de 2020 | Johan Cruijff Arena, Amesterdã           | 1–1       | Espanha              | 0      | Amistoso                  |
| 69. | 15 de novembro de 2020 | Johan Cruijff Arena, Amesterdã           | 3–1       | Bósnia e Herzegovina | 2      | Liga das Nações da UEFA A |
| 70. | 18 de novembro de 2020 | Stadion Śląski, Chorzów                  | 2–1       | Polónia              | 1      | Liga das Nações da UEFA A |

## Títulos
Feyenoord
- Copa KNVB: 2007–08

PSV Eindhoven
- Eredivisie: 2014–15
- Copa KNVB: 2011–12
- Johan Cruijff Schaal: 2012

Liverpool
- Copa do Mundo de Clubes da FIFA: 2019
- Supercopa da UEFA: 2019
- Liga dos Campeões da UEFA: 2018–19
- Premier League: 2019–20

Paris Saint-Germain
- Ligue 1: 2021–22

Seleção Neerlandesa
- Copa do Mundo FIFA Terceiro colocado: 2014
- Campeonato Europeu de Futebol Sub-21 Semi-finalista :2013

### Prêmios individuais
- Rotterdam Talent of The Year: 2007
- Equipe do torneio do Campeonato Europeu Sub-21 de 2013
- Futebolista Neerlandês do Ano: 2014–15
- Seleção da UEFA Champions League: 2018–19
- Equipe do torneio da Liga das Nações da UEFA: 2018–19[48]
- Indicado ao Ballon d'Or 2019 - (26° lugar)